# Синесий Скопски
Синесий е висш български православен духовник, охридски (1884 - 1891) и скопски митрополит (1896 - 1909) на Българската екзархия, борец за църковна независимост.

## Биография

### Ранни години
Роден е на 10 октомври 1836 година в кюстендилското село Скриняно с името Стоимен Райнов Димитров. Баща му Райно Димитров е папукчия, преселил се от Сливен в Кюстендил при брат си Йоаникий, протосингел на митрополит Артемий Кюстендилски. Учи в Кюстендилското училище по звучния метод при учителите Христо Крантов от Дупница, Николай Христович от Самоков и Аверкий Попстоянов.
На 4 март 1854 година, деня на Свети Теодор Тирон, митрополит Авксентий Велешки, управляващ Кюстендилската епархия, и близък приятел на чичо му, го подстригва за монах с името Синесий и на следващия ден, Неделя Православна, го ръкополага в йеродяконски чин в храма Успение Богородично в Кюстендил. Три години е дякон при митрополит Авксентий, но въпреки обещението, което получава не е изпратен да учи в Халкинската семинария. В 1857 година йеродякон Синесий става дякон при митрополит Антим във Велес.
В 1861 година заминава за столицата Цариград, където започва да учи в българското училище във Фенер. Тук му преподават дякон Григорий и Иван Найденов. Служи като певец в храма „Свети Стефан“. След завръщането си в Кюстендил, митрополит Игнатий Кюстендилски му дава да управлява две години и половина манастира „Свети Мина“. На 19 октомври 1864 година постъпва в братството на Рилския манастир. В 1867 година митрополит Игнатий го ръкополага за йеромонах и четири години изпълнява длъжността ефимерий и писар. В 1871 година е изпратен във Враца като таксидиот, където става член на местния революционен комитет. През 1874 година е назначен за протосингел на кюстендилския митрополит Иларион.

### Викарен епископ в Щип (1875 – 1877)
На 12 август 1875 година, въпреки съпротивата на Иларион Кюстендилски, заминава за столицата, където на 21 септември 1875 година е ръкоположен за епископ с титлата Стовийски и назначен за викарий на кюстендилския митрополит в Щип. По време на епископството му в Щип избухва Сръбско-турската война през 1876 година и Синесий Стовийски успява да разсее слуха, че в града се готви въстание и да възпре изпратените към града войски да не правят зулуми. Успява чрез щипския каймакамин, който му е приятел, да освободи и арестуваните като сръбски шпиони 30 българи от Кочани. След две заявления от Радовишката община до Екзархията и до Портата изпратени чрез щипянина Андон Хубав Коцев 15 души в Радовиш са затворени, а Синесий Стовийски е викан в Скопие от мютесарифина Галиб паша и разпитван. Синесий успява да умело да се защити и да издейства освобождаване на арестуваните. Докато е викарий в Щип влиза в конфликт с митрополита си Иларион, който не му плаща заплата.

### Управляващ епархията в Пловдив (1877 – 1878)
През 1877 година Синесий Стовийски се оттегля в Кюстендил и подава молба до екзарх Йосиф I за преместване, тъй като митрополит Иларион се държи лошо с него. През септември 1877 година екзархът удовлетворява молбата му и епископ Синесий е назначен за наместник на пловдивската катедра, където остава 11 месеца. Митрополит Панарет Пловдивски, поради размирните години на Руско-турската война, бяга в Цариград от страх за живота си. Наместничеството е предложено на Доситей Самоковски, но той отказва. В Пловдив османските власти отказват да признаят Синесий Стовийски за официално лице. В разгара на войната Сюлейман паша издава заповед всички да напуснат града. Синесий обаче заявява на паството си, че така ще стане много по-лошо и ги насърчава да останат, като заявява, че той самият ще остане и ще умре в града. Така доста християни българи и гърци остават в града и турците не посмяват да го изгорят.

### Управляващ епархията в Одрин (1878 – 1884, 1888 – 1890)
На 5 октомври 1878 година, след края на войната, епископ Синесий Стовийски е назначен за управляващ Одринската епархия на Българската екзархия, която си няма екзархийски митрополит, тъй като не е включена във фермана за създаване на Екзархията. Синесий се установява в заетия от руски войски Одрин без султански берат, единствено с препоръчително писмо до руснаците от министъра на просвещението в София Марин Дринов. В Одрин Синесий се изправя пред огромния проблем да възстанови екзархийското паство, тъй като почти всички българи в града и епархията поради войната се отказват от Екзархията и се връщат към Патриаршията. В дейността си е подкрепен и материално от руските военни. При оттеглянето си от града руснаците оставят на владиката всички вещи, които не могат да вземат със себе си и Синесий след продажбата им получава 1200 наполеона, които внася в Одеската банка на името на Одринската българска община.
Епископ Синесий успява да отвори в Одрин шест български начални училища. Голяма негова заслуга е отварянето на свещеническото училище в учебната 1883 – 1884 година. Османските власти първоначално не се съгласяват, после отстъпват, но при условие, че бъде отворено в Източна Румелия и най-накрая се съгласяват с отварянето му, но отказват да го признаят за официално. След признаването му то е преместено в Цариград като Цариградска българска духовна семинария.
Основни противници на Синесий в Одрин е католическата българска община, организирана в 1883 година в Тракийски български апостолически викариат, начело с епископ Михаил Миров. Според Синесий „католиците тук ми бяха едни доста силни противници. Те постоянно писваха против мене и гледаха да ме оклеветят по един или друг начин пред турците“. Вторият голям противник са седмината гръцки патриаршески владици в Одрин и околните тракийски градове, които също се опитват да използват властите за насаждане на гъркоманията в българските селища и постоянно се опитват да получат отзоваване на Синесий от Одрин на основание, че той няма ферман. Синесий става близък приятел с валията Реуф паша, който успява да го предпази от много интриги. Реуф паша разпорежда спорната още от руската окупация църква „Света Троица“ да остане на гръцката община, но дава 400 лири българите за строеж на собствена църква и с тези пари е построен храмът „Свети Георги“. Въпреки големите пречки от османските власти и гръцките църковни власти Синесий предприема няколко обиколки из българските села в Дедеагачко и Ахъчелебийско, като увещава селяните да приемат Екзархията, да строят църкви и български училища, освещава новопостроени сгради и ръкополага свещеници. Същевременно използва връзките си с турски администратори, за да изпросва освобождаването на несправедливо затворени българи. Според самия Синесий голяма пречка за българското църковно и просветно дело е това, че екзархът е в Пловдив, а не в Цариград. Синесий му пише писмо, с което го призовава да се върне в империята, но получава студен отговор.
На 5 декември 1884 година е избран за преспански и охридски митрополит, но поради гръцки интриги и политиката на турското правителство, Синесий и ръкоположеният на 7 януари за скопски митрополит Теодосий остават в Цариград да чакат берати. Отношенията му с екзарха не са особено добри. Екзархът пише в дневника си на 30 декември 1884 година след избирането на Синесий и Теодосий за митрополити „Идеално и двамата кандидати не са нещо отлично, но сравнително с материалното, умственото и нравственото състояние на Македония и искането на В. порта да бъдат лица, некомпрометирани в миналото си и верни, които да си гледат владишката работа без да се бъркат в политиката, с каквото поведение да успокоят Портата, зада позволи и други, тия лица се намериха най-подходящи в сегашните обстоятелства“.
На 10 декември 1888 година умира наследилият го като управляващ Одринската епархия Евстатий Пелагонийски и Синесий Охридски е изпратен в Одрин да организира погребението му и след това поема управлението на епархията.

### Митрополит в Охрид (1890 – 1891)
Синесий получава берат за преспански и охридски митрополит едва на 1 август 1890 година. Пристига в Охрид на 15 август, като заварва българското църковно и просветно дело зле разстроено поради дългогодишното отсъствие на владика. Отново се сблъсква с гръцкото и турско противостоене, като среща и нов враг – сръбската пропаганда. Синесий веднага тръгва на обиколка из епархията си като служи из селските църкви, опитва се да върне сърбоманите към българщината и освещава нови църкви. По повод освещаването на църквите в Горно Върбени и Неокази цариградските и атински вестници вдигат страшен шум и наричат Синесий „бунтовник“. Сръбската преса приписва на Синесий убийството на сърбоманския поп Стоян Кръстев в 1890 година, което Синесий отрича в спомените си.
Видният български историк и дипломат Симеон Радев описва случката и Синесий като охридски владика:
| „ | Малко след пристигането си в Охрид, Синесий отишъл да служи в Подгорица, село, дето поп Стоян бе свещеник. Щом пристигнал там обаче, казали му, че поп Стоян, макар и предупреден, отнесъл ключовете от църквата и отсъствувал. Синесий казал да разбият вратата на църквата и служил в нея. Не се минало един месец, и поп Стоян паднал убит. Вик се вдигна тогава от вестниците в Белград, че убийството станало по заповед на Синесий, тъй като поп Стоян се бил отказал от Екзархията и заявил, че е сърбин. Една анкета на турските съдебни власти установи, че убиецът бил един албанец, личен враг на поп Стоян, скаран с него заради някакъв имот. Заключението на анкетата бе публикувано в официалния орган на вилаета в Битоля. Нищо обаче не можа да разпръсне умишлените сръбски предубеждения. Белградските вестници не преставаха да сочат Синесия като убиец от поп Стояна те направиха национален герой – първият мъченик на тяхната пропаганда. Синът му бе възпитан в Белград и през царуването на крал Александър стана сенатор. Синесий не беше много образован човек. [...] Нямаше тия високи качества, с които Натанаил бе станал историческа личност, но притежаваше други, които го правеха много подходящ за неговата служба и за времето му. Той бе много представителен, окръжаваше се с едно външно велелепие, достойно за неговия сан, и от всичките му движения идеше някаква внушителност. Турски език говореше великолепно и умееше да слага и да дига турците всякога съгласно с чина и поведението им. Свещениците държеше под диспиплина и умееше също да държи чорбаджиите в почтителност към себе си. Заповедта, която бе дал да разбият пред него вратите в Подгорица, показваше неговата решителност. | “ |

Митрополит Синесий се опитва да подкупи битолския валия Мехмед Фаик паша Селаникли, който да даде на Екзархията патриаршеския манастир „Свети Наум“. Чрез подкупи Синесий стига до валията, но той иска 1000 лири, за да може да даде подкупи на други лица в султанския дворец, а от Екзархията отпускат само 300 и до сделка не се стига.
В Охрид Синесий вече е със силно отслабено здраве и разклатени нерви. На няколко пъти моли екзарха да му се разреши да отиде в Цариград на лечение, но му е отказано. На 15 април 1891 година митрополит Синесий подава оставката си, но тя не е приета. Позволено му е обаче да отиде на лечение в столицата. След преглед с издаденото удостоверение за необходимост от почивка на 15 юли Синесий повторно подава оставка, която на 17 юли е приета от Светия Синод и Синесий се оттегля на покой в Кюстендил.

### Управляващ и митрополит в Скопие (1894 – 1909)
На 22 март 1894 година Синесий подава молба до екзарх Йосиф, тъй като се чувства по-добре, отново да бъде назначен на служба в някоя епархия, по възможност в Османската империя. На 22 ноември 1894 година е извикан от Светия синод и му е предложено да поеме управлението на Скопската епархия от митрополит Максим. Синесий се съгласява и пристига в Скопие на 27 януари 1895 година. На 29 септември 1896 година е избран от Светия синод за каноничен скопски митрополит.
В Скопие на Синесий отново се налага да защитава българското население от турските беззакония и да води упорита борба срещу сръбските и гръцките домогвания. За съжаление влиза в конфликт с валията Хафъз Мехмед паша Ерзурумлу, заради чиито клевети Портата се забавя да даде берат за утвърждаването му. Бератът е получен на 6 февруари 1897 година и Синесий е канонично утвърден за скопски митрополит на 20 февруари същата година. Хафъз паша се оказва главен противник на Синесий, тъй като покровителства сръбската пропаганда в Македония и дава на сърбите права върху църкви и училища. Синесий развива дейност срещу назначаването в Скопие за патриаршески митрополит на сърбина Фирмилиан. Голям успех на Синесий в Скопие е отварянето на свещеническото училище.
Синесий постепенно влиза в конфликт с част от скопското гражданство, което го обвинява в бездействие пред настъпващата сръбска пропаганда. Митрополитът обвинява секретаря на митрополията Стоян Божов в злоупотреба с 300 турски лири и той е преместен в Сярската епархия и е заменен с Георгиев. Според Георги Баласчев Божов, който е „способен и интелигентен“ и се ползвал с доверието на екзарха и имал голямо влияние в Скопската епархия, не бил злоупотребил с парите, а бил използвал 12 лири за подкуп, с който да се предотврати обиск в митрополията, „когато там се вършели похождения от еротичен характер“. Доктор Владимир Руменов публикува специална брошура „Положението на българщината в Скопската епархия“ в защита на Божов, в която обвинява Синесий в бездействие по Фирмилиановия въпрос. Руменов пише „Народът, без да се отнася до владиката (когото обвинява в бездеятелност и лошо поведение) сам вече подема борбата и праща протести направо до султана и великия везир, като игнорира владиката Синесий. В същото време за сведение праща копия на Н. Блаженство, като му казва: „понеже владиката не е вече за нас владика, ние водим борба мимо него и затова Ви изпращаме направо нашите писма“. Н. Блаженство като вижда, че изпъква на сцената владишкият въпрос, а от друга страна, като вижда, че се усложняват работита с Фирмилиана, три писма писа на Синесия да се отстрани Георгиева и да примири народа.“ Според Баласчев „сладострастията и нехигиеничен живот бяха разстроили тогава напълно нервната система на дядо Синесий“. Синесий влиза в конфликт и с дейците на ВМОРО и според Баласчев доктор Георги Николов го е заплашвал с убийство, а други революционни дейци заплашвали да взривят с бомби митрополията, тъй като Синесий спазва тайните указания на Екзархията да не назначава за учители комити.
От 1906 година Синесий многократно моли Екзархията да му се даде викарен епископ. За такъв е избран архимандрит Мелетий, но се налага той да бъде ръкоположен за велешки митрополит. Едва през декември 1909 година му е назначен викарий - епископ Неофит Брегалнишки. Синесий влиза в конфликт и с него и си подава оставката.
Баласчев пише по повод конфликта със скопските българи:
| „ | Неприязненото отношение спрямо Синесия от страна на противниците му се обясняваше навремето с факта на разстроеното му здраве, което го правеше бездеятелен при ръководенето делата на епархията; а освен туй много съдействувал затуй и хаосът, който бе настъпил във финансовото положение на епархията. Но въпреки това трябва да се знае, че и днес скопяни си спомнуват с удоволствие за смелите такрири, които подаваше на Хилми паша покойният им владика Синесий. | “ |

Синесий пише за владичеството си в Скопие:
| „ | Аз обаче, всички горчивини, било от турците или от свои хора, пренасях с голямо търпение и никога не преставах да работя и тук, колкото ми беше възможно за благото на българите. Грижих се от все сърце за отварянето на училища и черкви навсякъде из българските села, като ръкополагах и свещеници по-млади и интелигентни хора. Мисля, че доста съм поработил и то с успех за запазване българщината в Скопие. По тази цел изпохарчих и много свои материални средства. За благото на българина бях щедър. | “ |

На 25 март 1909 година митрополит Синесий напуска Скопска епархия и заминава да живее на покой в Кюстендил, където почива на 16 декември 1917 година. Погребан е пред олтара на старата църква „Свети Мина“.